# Ескіз (музика)
Ескіз (фр. esquisse — нарис, замальовка) у музиці має значення подібне до того, що в малярстві — підготовчий нарис, що фіксує задум твору чи окремої його частини в найхарактерніших рисах.
Тому ескізом у музиці називають уривчасті нотатки тем, мелодій, ритмічних фігур гармонічного плану і зворотів тощо. Тобто записи початкового етапу роботи композитора над музичним твором. Такі нотатки існували віддавна, завдяки ним відомі незавершені задуми митців минулого. На сьогодні цифрові технології значно розширили можливості запису та обробки ескізів.
В XIX ст., особливо під впливом імпресіонізму, ескізами стали називати завершені музичні твори написані композиторами під враженням картин природи, побуту і т. ін. Наприклад, симфонічний ескіз «Море» Клода Дебюссі, «Закарпатські ескізи» В. Б. Гомоляки.
Як і в живописі, за змістом близький до ескізу є термін етюд.